# Laskowo (Przelewice)
Laskowo (deutsch Groß Latzkow) ist ein Dorf in der Woiwodschaft Westpommern in Polen. Es gehört zur Gmina Przelewice (Landgemeinde Prillwitz) im Powiat Pyrzycki (Pyritzer Kreis).

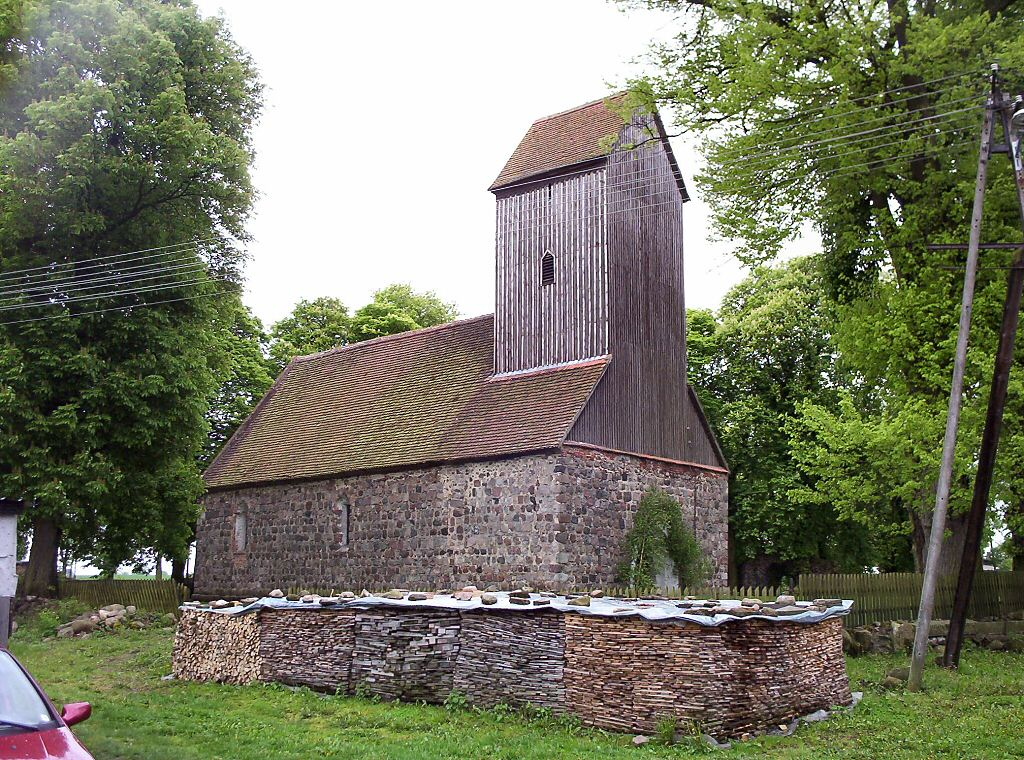
Dorfkirche (Aufnahme von 2005)

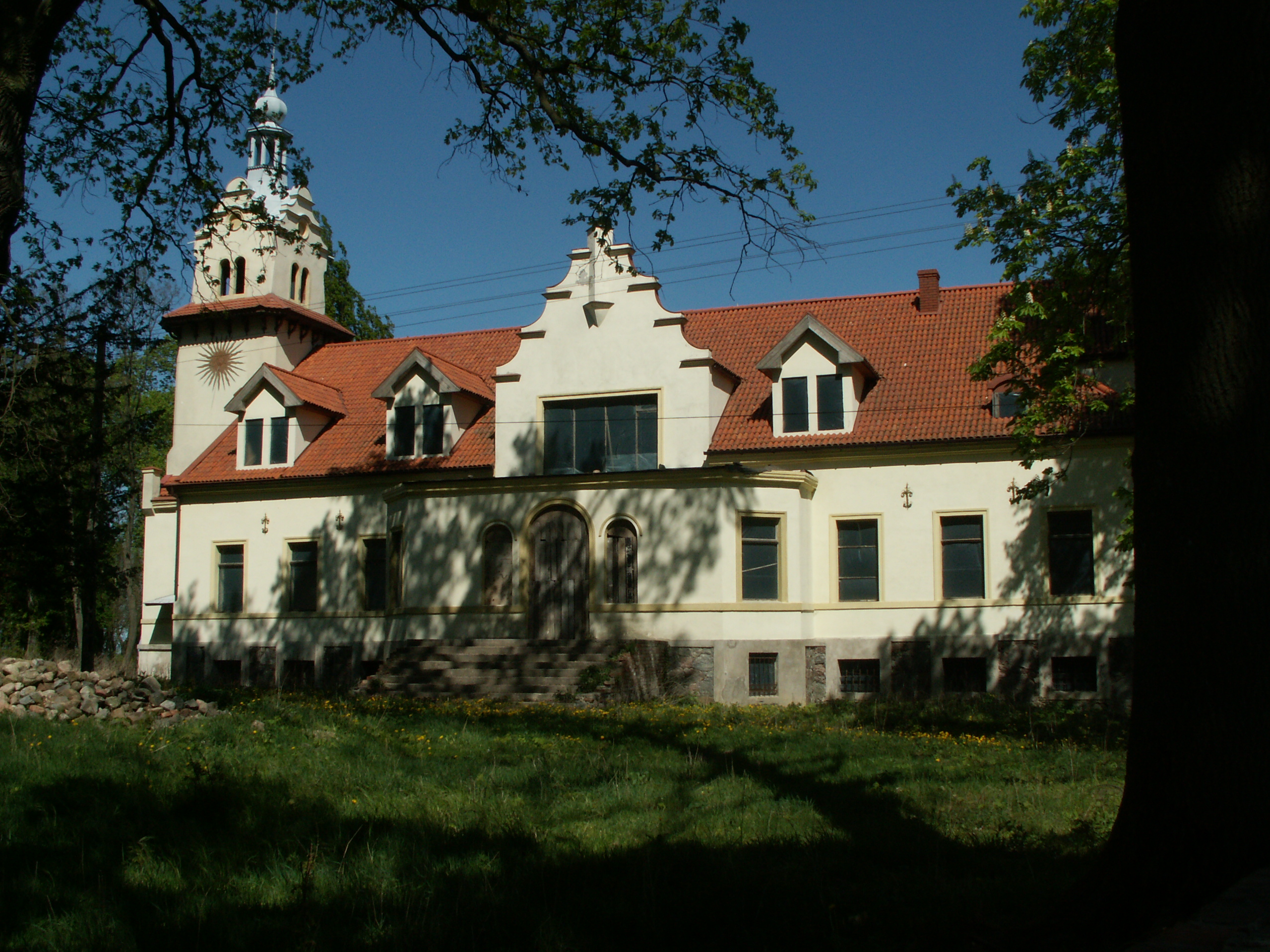
Herrenhaus (Aufnahme von 2007)

## Geographische Lage
Das Dorf liegt in Hinterpommern, etwa 55 km südöstlich von Stettin und etwa 20 km südöstlich der Kreisstadt Pyrzyce (Pyritz).
Die nächsten Nachbarorte sind im Norden Wołdowo und im Süden Równo (Ruwen).

## Geschichte
Die erste urkundliche Erwähnung des Dorfes stammt aus dem Jahre 1236. Damals bestätigte Herzog Heinrich I. von Schlesien die Schenkung des Dorfes, das damals „Lascoue“ genannt wurde, durch einen seiner Vasallen namens Johannes Magnus an das Kloster Kolbatz.
Später erschien das Dorf in Besitzbestätigungen für das Kloster Kolbatz, so im Jahre 1240 unter der Schreibweise „Lyeskoue“ in einer Bestätigung durch Herzog Barnim I. von Pommern
und im Jahre 1242 unter der Schreibweise „Leschowe“ in einer Bestätigung durch die Markgrafen Johann I. und Otto III. von Brandenburg.
Bis 1945 bildete Groß Latzkow eine Landgemeinde im Kreis Pyritz der Provinz Pommern. Die Gemeinde zählte im Jahre 1933 273 Einwohner und im Jahre 1939 262 Einwohner. Zu der Gemeinde gehörten neben Groß Latzkow die Wohnplätze Dorotheenthal und Freiburg.
1945 kam Groß Latzkow, wie ganz Hinterpommern, an Polen. Der polnische Ortsname wurde als „Laskowo“ festgelegt. Heute bildet der Ort ein eigenes Schulzenamt in der Gmina Przelewice (Gemeinde Prillwitz).

## Sehenswürdigkeiten
- Dorfkirche, ein Granitquaderbau aus dem 13. Jahrhundert. Darin ein geschnitzter Kanzelaltar aus dem 18. Jahrhundert.